# Maize
Maize – miasto w Stanach Zjednoczonych, w stanie Kansas, w hrabstwie Sedgwick.